# 1925年の日本公開映画
- 映画 > 映画の一覧 > 年度別日本公開映画 > 1925年の日本公開映画
- 映画 > 1925年の映画 > 1925年の日本公開映画

1925年の日本公開映画（1925ねんのにほんこうかいえいが）では、1925年（大正14年）1月1日から同年12月31日までに日本で商業公開された映画の一覧を記載。作品名の右の丸括弧内は製作国を示す。
記載の凡例については年度別日本公開映画#凡例を参照

## 作品一覧

### 1月
- 狼の血（アメリカ）
- キーン (映画)（フランス）
- 消え行く灯（アメリカ）
- ダンテ地獄篇（アメリカ）
- バグダッドの盗賊（アメリカ）
- 舞踊天国（アメリカ）
- ホワイト・シスター（アメリカ）
- 山猫ルシカ（ドイツ）
- 13日
  - 新乳姉妹（日本）
- 14日
  - 映画女優（日本）
- 23日
  - 冬来りなば（アメリカ）※前年11月4日帝国ホテル演芸場で先行上映[1]

### 2月
- 侠骨カービー（アメリカ）
- 十誡（アメリカ）
- 法に泣く女（アメリカ）
- モンナ・ヴンナ（ドイツ）

### 3月
- ジークフリート（ドイツ）
- シラノ・ド・ベルジュラック（イタリア）
- 懦夫奮起せば（アメリカ）
- 嘆きのピエロ（フランス）
- 嬲られ者（アメリカ）
- 二挺拳銃（アメリカ）
- フランス人形（アメリカ）
- 猛進ロイド（アメリカ）
- 6日
  - 江戸怪賊伝 影法師　前篇（日本）
  - キートンの恋愛三代記（アメリカ）
- 13日
  - 江戸怪賊伝 影法師　後篇（日本）
- 20日
  - 恋と武士（日本）
  - フラフラ豪傑（日本）

### 4月
- 海賊アップルジャック（アメリカ）
- 笑国万歳（アメリカ）
- ドロシー・ヴァーノン（アメリカ）
- 名花サッフォー（ドイツ）
- 縺れ行く情火（アメリカ）
- 3日
  - 恩讐の彼方に（日本）
- 10日
  - 大地は微笑む　前篇（日本　松竹）
  - 大地は微笑む　第一篇（日本　日活）
- 11日
  - 大地は微笑む　前篇（日本　東亜キネマ）
- 17日
  - 大地は微笑む　中篇・後篇（日本　松竹）
  - 大地は微笑む　第二篇・第三篇（日本　日活）
- 22日
  - 大地は微笑む　後篇（日本　東亜キネマ）
- 23日
  - 雪崩（日本）

### 5月
- アラブ（アメリカ）
- 恋の凱歌（フランス）
- 最後の一人迄（アメリカ）
- 灼熱の情花（ドイツ）
- 蜂雀（アメリカ）
- 漂泊の踊子（アメリカ）
- ボー・ブラムメル（アメリカ）
- 奔流恋を乗せて（アメリカ）
- 15日
  - 月形半平太（日本）
  - 墓石が鼾する頃（日本）

### 6月
- 活動のマートン（アメリカ）
- 歓楽地獄（アメリカ）
- 歓楽に狂ふ女（アメリカ）
- 絶世の美女（アメリカ）
- 12日
  - 落花の舞　前篇（日本）
- 19日
  - 落花の舞　後篇（日本）

### 7月
- 燻ゆる情炎（アメリカ）
- ピレネーの情火（アメリカ）
- 14日
  - 忍術キートン（アメリカ）[2]

### 8月
- 義賊ラッフルズ（アメリカ）
- 幸福の扉（アメリカ）
- シー・ホーク（アメリカ）
- 巴里の暗影（アメリカ）
- 桃色の夜は更けて（アメリカ）
- ロスト・ワールド（アメリカ）

### 9月
- 焔の裡の女（ドイツ）
- 4日
  - ニーベルンゲン（ドイツ）
- 11日
  - 懐しの紐育（アメリカ）[3]
- 17日
  - ふるさとの歌（日本）
- 18日
  - ノンキナトウサン花見の巻（日本）
  - ノンキナトウサン活動の巻（日本）
  - 戦く影（ドイツ）[4]
  - 蠱惑の町（ドイツ）[5]
- 20日
  - 禁断の楽園（アメリカ）[6]
  - 焔の女（アメリカ）[6] - 『禁断の楽園』の同時上映
- 25日
  - 異人娘と武士（日本）
  - 裏町の怪老窟（ドイツ）[7]
  - 過ぎ行く影（フランス）
- 26日
  - オペラの怪人（アメリカ）[8]
  - 鵞鳥飼ふ女（アメリカ）[8] - 『オペラの怪人』の同時上映

### 10月
- 海の人（フランス）
- 滑稽ホリウッド（アメリカ）
- 救ひを求むる人々（アメリカ）
- ドンQ（アメリカ）
- ナジモワの妖女（アメリカ）
- 兵営に咲く花（アメリカ）
- 街のマドンナ（アメリカ）
- 夜半の狂魂（アメリカ）
- 2日
  - クリームヒルトの復讐（ドイツ）[9]

### 11月
- 永遠の都（アメリカ）
- クラスメイツ（アメリカ）
- 激浪逆巻く（アメリカ）
- 曠原に立ちて（アメリカ）
- 天地も裂けよ（アメリカ）
- ピーター・パン（アメリカ）
- 不滅の謎（ドイツ）
- 楽園の盗賊（アメリカ）
- 煉獄の花（アメリカ）
- ロモラ（アメリカ）
- 1日
  - 荒木又右衛門（日本）[10]
- 20日
  - 雄呂血（日本）

### 12月
- 荒武者キートン（アメリカ）
- 黄金狂時代（アメリカ）
- 曲馬団のサリー（アメリカ）
- 恋の人形（アメリカ）
- 突貫花婿（アメリカ）
- 31日
  - 魔保露詩（日本）